# Apanteles tasmanicus
Apanteles tasmanicus är en stekelart som beskrevs av Cameron 1912. Apanteles tasmanicus ingår i släktet Apanteles och familjen bracksteklar. Inga underarter finns listade i Catalogue of Life.